# Andrew O'Brien
Andrew O'Brien (*Harrogate, Inglaterra, 29 de junio de 1979), exfutbolista irlandés. Jugaba de defensa y su último equipo fue el Vancouver Whitecaps FC.

## Selección nacional
Ha sido internacional con la Selección de fútbol de Irlanda, ha jugado 26 partidos internacionales y ha anotado 1 gol.

### Participaciones en Copas del Mundo
| Mundial                        | Sede                  | Resultado        |
| ------------------------------ | --------------------- | ---------------- |
| Copa Mundial de Fútbol de 2002 | Corea del Sur y Japón | Octavos de final |

## Clubes
| Club                   | País       | Año       |
| ---------------------- | ---------- | --------- |
| Bradford City AFC      | Inglaterra | 1994-2001 |
| Newcastle United       | Inglaterra | 2001-2005 |
| Portsmouth FC          | Inglaterra | 2005-2007 |
| Bolton Wanderers       | Inglaterra | 2007-2010 |
| Leeds United           | Inglaterra | 2010-2012 |
| Vancouver Whitecaps FC | Canadá     | 2012-2014 |